# Lego Speed Champions
LEGO Speed Champion er en produktlinje produceret af den danske legetøjskoncern LEGO, der er inspireret af bilsport. De første sæt blev lanceret i 2015. Den første serie indeholdt legomodeller af virkelige biler fra Ferrari, McLaren og Porsche. Senere er der udgivet sæt med modeller fra Audi, Chevrolet,  Ford, Mercedes-Benz og Bugatti.
Minifigurerne til temaet er forskellige racerkørere.